# 神戸市立西郷小学校
神戸市立西郷小学校（こうべしりつ にしごうしょうがっこう）は、兵庫県神戸市灘区大石東町6丁目にある公立小学校。
出身芸能人はお笑い芸人ロッテンダ（末吉雅士・中谷力）や呪物コレクター田中俊行がいます。

## 沿革
- 1873年（明治6年） - 大石村で大石小学校が、同郡新在家村で新徳小学校がそれぞれ開校。
- 1880年（明治13年） - 大石小学校と新徳小学校が合併し、西灘村開盛小学校（現・神戸市立西灘小学校）が発足。
- 1893年（明治26年）4月 - 開盛小学校より分離し、都賀浜尋常小学校として新在家一番屋敷で授業を開始。この時を以って開校とする。
- 1898年（明治31年）7月 - 現在地に和洋折衷2階建ての校舎が竣工。
- 1903年（明治36年）4月 - 高等科を併設し、都賀浜尋常高等小学校と改称。
- 1914年（大正3年）7月 - 武庫郡都賀浜村が町制施行し同郡西郷町となったことに伴い、西郷尋常高等小学校と改称。
- 1920年（大正9年）4月 - 幼稚園を併設。
- 1928年（昭和3年）2月 - 幼稚園を西郷幼稚園舎として分離（現・灘すずかけ幼稚園）。
- 1929年（昭和4年）4月 - 西郷町の神戸市編入に伴い、神戸市西郷尋常高等小学校と改称。
- 1932年（昭和7年）4月 - 高等科が独立。神戸市西郷尋常小学校と改称。
- 1938年（昭和13年）7月 - 阪神大水害が発生。
- 1941年（昭和16年）4月 - 神戸市西郷国民学校と改称。
- 1944年（昭和19年）9月 - 学童集団疎開始まる（1945年10月まで）。
- 1947年（昭和22年）4月 - 神戸市立西郷小学校と改称。
- 1950年（昭和25年）10月 - 校歌制定。
- 1963年（昭和38年）9月 - 校地南側に国道43号（阪神第2国道）が開通。
- 1967年（昭和42年）7月 - 集中豪雨により、鉄筋本館の基礎が流失。
- 1970年（昭和45年）3月 - 国道43号に並行して阪神高速3号神戸線が開通。
- 1982年（昭和57年）　月 - 創立90周年記念式典を挙行。
- 1989年（平成元年）10月 - 新校舎竣工。全教室が新校舎へ移転。
- 1992年（平成4年）11月 - 創立100周年記念式典を挙行。
- 1995年（平成7年）
  - 1月17日 - 午前5時46分、阪神・淡路大震災が発生。校区内家屋の8割以上が全壊・半壊。当校児童からも7名の犠牲者が出る。
  - 1月 - 震災被災者の避難所を開設。約2000名が避難。
  - 2月 - 授業再開。
  - 8月 - 避難所を閉鎖。
  - 9月 - 全教室が校舎棟へ移転。

## 校区
- 神戸市灘区[1]
  - 烏帽子町1 - 3丁目、大石北町、大石東町1 - 6丁目、大石南町1 - 3丁目、鹿ノ下通1 - 3丁目、新在家北町1 - 2丁目、新在家南町1 - 5丁目、灘浜東町、味泥町（1番18～20号・8番26～34号）

## 周辺
- 都賀川 - 校地西側を南流する。
- 神戸市立烏帽子中学校（進学先中学校）
- 神戸西郷郵便局
- 灘郵便局
- 大石交番
- 灘すずかけ幼稚園

## 交通アクセス
- 阪神本線大石駅から南東へ200m。

## 通学区域が隣接している学校
- 神戸市立西灘小学校
- 神戸市立灘小学校
- 神戸市立成徳小学校
- 神戸市立御影小学校